# Exidiopsis novae-zelandiae
Exidiopsis novae-zelandiae är en svampart som först beskrevs av Robert Francis Ross McNabb, och fick sitt nu gällande namn av Wojewoda 1981. Exidiopsis novae-zelandiae ingår i släktet Exidiopsis och familjen Auriculariaceae.   Inga underarter finns listade i Catalogue of Life.